# Trần Phú, Hà Nội
Trần Phú là một xã thuộc thành phố Hà Nội, Việt Nam.
Xã có diện tích 16,48 km², dân số năm 2022 là 9.986 người, mật độ dân số đạt 605 người/km².
Xã Trần Phú có 13 thôn: Hồng Thái, Trung Tiến, Thướp, Nghè, Dương Kệ, Kỳ Viên, Hưng Thịnh, Tân Hội, Vôi Đá, Miếu Môn, Tân Lập, Đồng Ké, Phú Mỹ
.